# شهرستان تراوس (مینه‌سوتا)
شهرستان تراوس، مینه‌سوتا (به انگلیسی: Traverse County, Minnesota) شهرستانی در ایالات متحده آمریکا است که در مینه‌سوتا واقع شده‌است.